# Слободка (Коптевское сельское поселение)
Слобо́дка — посёлок в Знаменском районе Орловской области. Входит в состав Коптевского сельского поселения.

## История
Деревня впервые упоминается в 1678 году в составе Севского разряда в Карачевском уезде среди поместий Рословского стана

## Население
| 2010 |
| ---- |
| 37   |

## Улицы
В посёлке имеются две улицы: Новая и Юбилейная.